# ويليام دودلي وارد
ويليام دودلي وارد (بالإنجليزية: William Dudley Ward)‏ هو مجدف وسياسي بريطاني (وحمل سابقاً جنسية المملكة المتحدة لبريطانيا العظمى وأيرلندا)، ولد في 14 أكتوبر 1877 في لندن في المملكة المتحدة، وتوفي في 11 نوفمبر 1946 في كالغاري في كندا. حزبياً، نشط في الحزب الليبرالي.

## مناصب
- في الانتخابات العامة في المملكة المتحدة 1906 [الإنجليزية]‏، انتخب عضو برلمان المملكة المتحدة الـ28 عن دائرة Southampton (UK Parliament constituency) [الإنجليزية]‏ (12 يناير 1906 – 10 يناير 1910).
- في الانتخابات العمومية البريطانية في يناير 1910 [الإنجليزية]‏، انتخب عضو برلمان المملكة المتحدة الـ29 عن دائرة Southampton (UK Parliament constituency) [الإنجليزية]‏ (15 يناير 1910 – 28 نوفمبر 1910).
- في الانتخابات العمومية البريطانية في ديسمبر 1910 [الإنجليزية]‏، انتخب عضو برلمان المملكة المتحدة الـ30 عن دائرة Southampton (UK Parliament constituency) [الإنجليزية]‏ (3 ديسمبر 1910 – 25 نوفمبر 1918).
- في الانتخابات العمومية البريطانية 1918 [الإنجليزية]‏، انتخب عضو برلمان المملكة المتحدة الـ31 عن دائرة Southampton (UK Parliament constituency) [الإنجليزية]‏ (14 ديسمبر 1918 – 26 أكتوبر 1922).
- انتخب عضو مجلس الشورى البريطاني.

## روابط خارجية
- ويليام دودلي وارد على موقع الاتحاد الدولي للملاحة الشراعية (موقع جديد) (الإنجليزية)
- ويليام دودلي وارد على موقع أوليمبيديا (الإنجليزية)